# 一色新五郎
一色 新五郎（いっしき しんごろう）は、戦国時代の武将。

## 概要
足利義晴の御供衆として名前が見える。
『丹後国御檀家帳』によると、石川直経に石川の城を持たされていたという。
天文13年（1544年）11月7日には、洛中の屋敷を取り上げられて一色晴具が代官になったという。